# The Pack (Band)
The Pack, früher unter dem Namen The Wolfpack auftretend, ist eine Rap-Band aus den Vereinigten Staaten von Amerika, die 2005 vom Rap-Veteranen Too $hort entdeckt wurde. Die größtenteils sehr basslastige Musik der Band aus Berkeley (Kalifornien) ist dem Musikgenre West Coast Rap zuzuordnen. Die vierköpfige Crew hat ihren ersten Tonträger, eine EP namens Skateboards 2 Scrapers im Jahr 2006 auf dem Plattenlabel Jive Records veröffentlicht.

## Diskografie

### Alben
- 2006: The Early Years
- 2006: Skateboards 2 Scrapers
- 2006: Wolfpack Muzik 1
- 2007: Wolfpack Muzik 2: Bay On Top
- 2007: Based Boys
- 2008: Wolfpack Muzik 3: Screamin Deamons
- 2009: The Pack Is Back
- 2010: Wolfpack Party

### Singles
- 2006: Vans
- 2006: I’m Shinin’
- 2007: In My Car
- 2010: Kimbo Slice
- 2010: Sex on the Beach
- 2010: Dance Floor
- 2018: Clips Go